# Paul Antoine Hallez
 (octobre 2021).
Si vous disposez d'ouvrages ou d'articles de référence ou si vous connaissez des sites web de qualité traitant du thème abordé ici, merci de compléter l'article en donnant les références utiles à sa vérifiabilité et en les liant à la section « Notes et références ».
Pour les articles homonymes, voir Hallez.
Paul Antoine Hallez, né le 27 janvier 1872 à Lille, mort le 7 octobre 1965 à Limoges, est un peintre français.

## Biographie
Paul Hallez est le fils aîné des quatre enfants de Paul Hallez, professeur de zoologie et d’anatomie comparée à la faculté des sciences de Lille, et d'Adèle Berthelemy. Il est l'élève de Pharaon de Winter à l'école des beaux-arts de Lille puis poursuit ses études à l'école des beaux-arts de Paris dans l'atelier de Léon Bonnat. Il effectue son service militaire au 1er bataillon d'artillerie à pied du 11 novembre 1893 au 26 septembre 1894.
Le 23 août 1910 à Saint-Setiers (Corrèze), Paul Hallez épouse Blanche Dunaigre, fille du notaire Georges Dunaigre et de Marie Jondot. Ils eurent deux filles : Marie-Antoinette, née en 1912 et Jeanne, née en 1913.
Lors de la Première Guerre mondiale, il est rappelé en janvier 1915, il est affecté au 1er régiment d’artillerie à pied à Dunkerque le 25 janvier 1915 et rejoint le front dans la forêt de Parroy en septembre 1915. Il fera tout le reste de la guerre dans la région de Nancy. Muté au 7e RAP le 1er mars 1916 puis au 1er régiment du génie en janvier 1918, il est démobilisé le 2 janvier 1919.
Membre de la société des artistes lillois, dont il est un des piliers, il en devient le vice-président de 1936 à 1940, le président de 1940 à 1949 puis le président d’honneur de 1950 à 1964. Il y exposera sans interruption de 1895 à 1963. Outre ces expositions collectives annuelles, il organise régulièrement des expositions particulières dans les galeries lilloises auxquelles il fait participer, à partir de 1930, sa femme et sa fille Marie-Antoinette. Paul Hallez est également membre de la société des artistes français.
Il fait des séjours à Fresselines (École de Crozant).
On lui décerne la médaille de la Victoire et la médaille du combattant. Il est promu officier de l'Instruction publique.
Paul Hallez meurt à Limoges (Haute-Vienne) le 7 octobre 1965.

## Œuvre
Dans sa première période, il réalise de nombreuses toiles du bord de mer de la région boulonnaise, d'Audresselles à Boulogne, en passant par Étaples et surtout Le Portel où son père avait créé le laboratoire maritime. Portraitiste de talent, il exécute également durant cette période plusieurs portraits sur commande. Dans les années 1910, il devient le peintre lillois de la Corrèze.
Professeur à l'école des beaux-arts de Lille et à l'Institut des sourds-muets, il passe la période scolaire à Lille et les mois de vacances en Corrèze dans la famille de sa femme. Durant ces périodes de congés, il réalise de nombreux croquis, des aquarelles en extérieur de la campagne limousine. Puis, durant l’hiver, il transpose ces études en peintures sur toile dans son atelier lillois.
Son œuvre se caractérise par l'usage d'un dessin précis, presque photographique, rappelant son travail tiré de ses clichés personnels. Très appréciés, ses tableaux maritimes sont d'inspiration naturalistes et dépeignent, de manière franche, les gens de mer de la Côte d'Opale. L'emploi d'une palette sobre, pour sa période boulonnaise, se diversifie pour une gamme chromatique plus chatoyante, présente dans ses œuvres limousines.